# Pirítoo

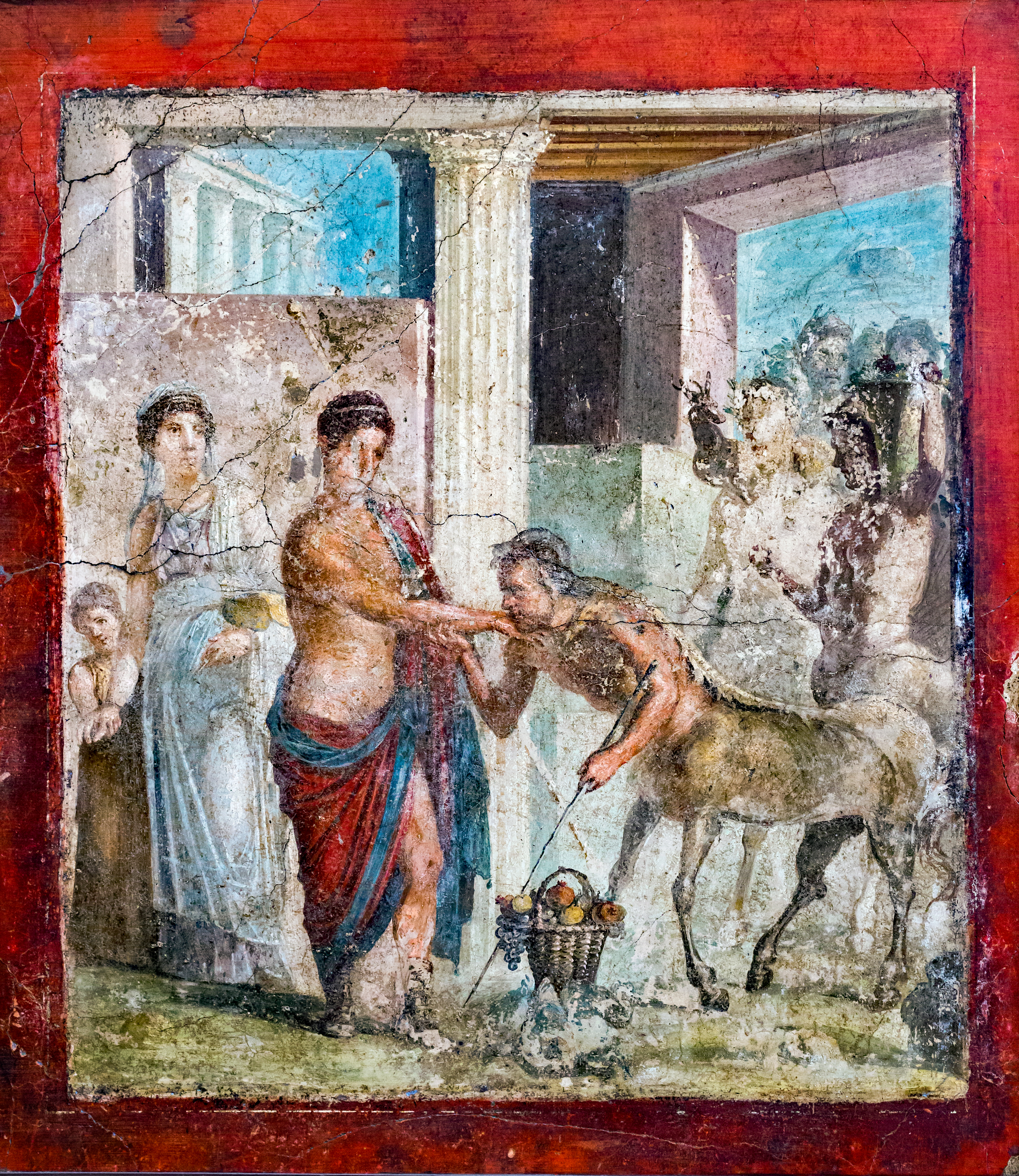
O casamento de Pirítoo e Hipodâmia. Afresco antigo de Pompéia.

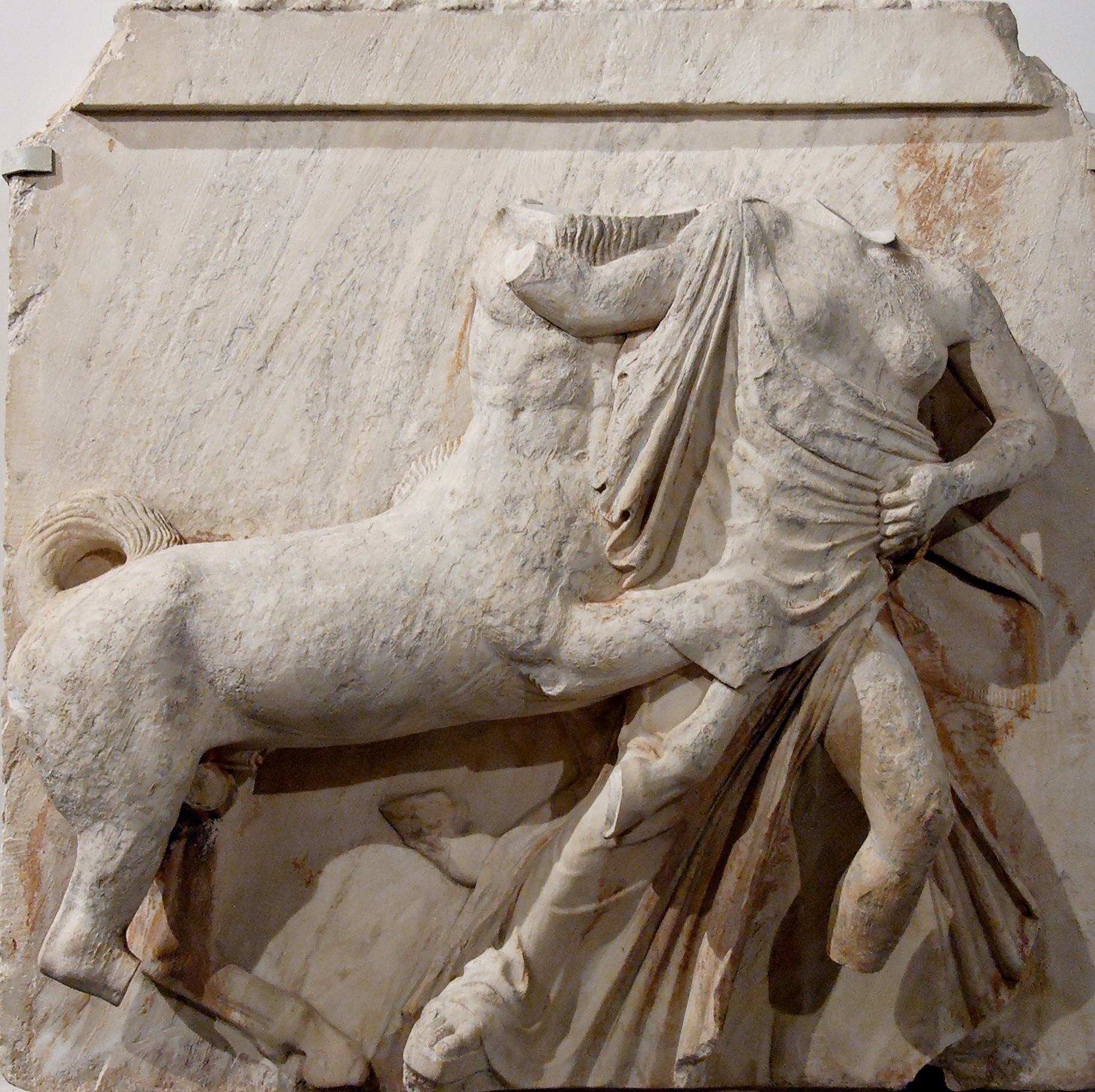
Imagem da Centauromaquia tessaliana (Louvre)

Na mitologia clássica, Pirítoo foi um rei dos Lápitas, antigo povo da Tessália. Figura na Ilíada como filho de Zeus e Dia.
A história de Pirítoo está intimamente associado com a do grande herói ateniense Teseu, com quem desenvolveu uma forte relação de cumplicidade, após havê-lo desafiado. Prestes a se enfrentar na região de Maratona, Teseu e Pirítoo, seduzidos pela beleza um do outro, acabaram por apertar as mãos, jurando amizade eterna 

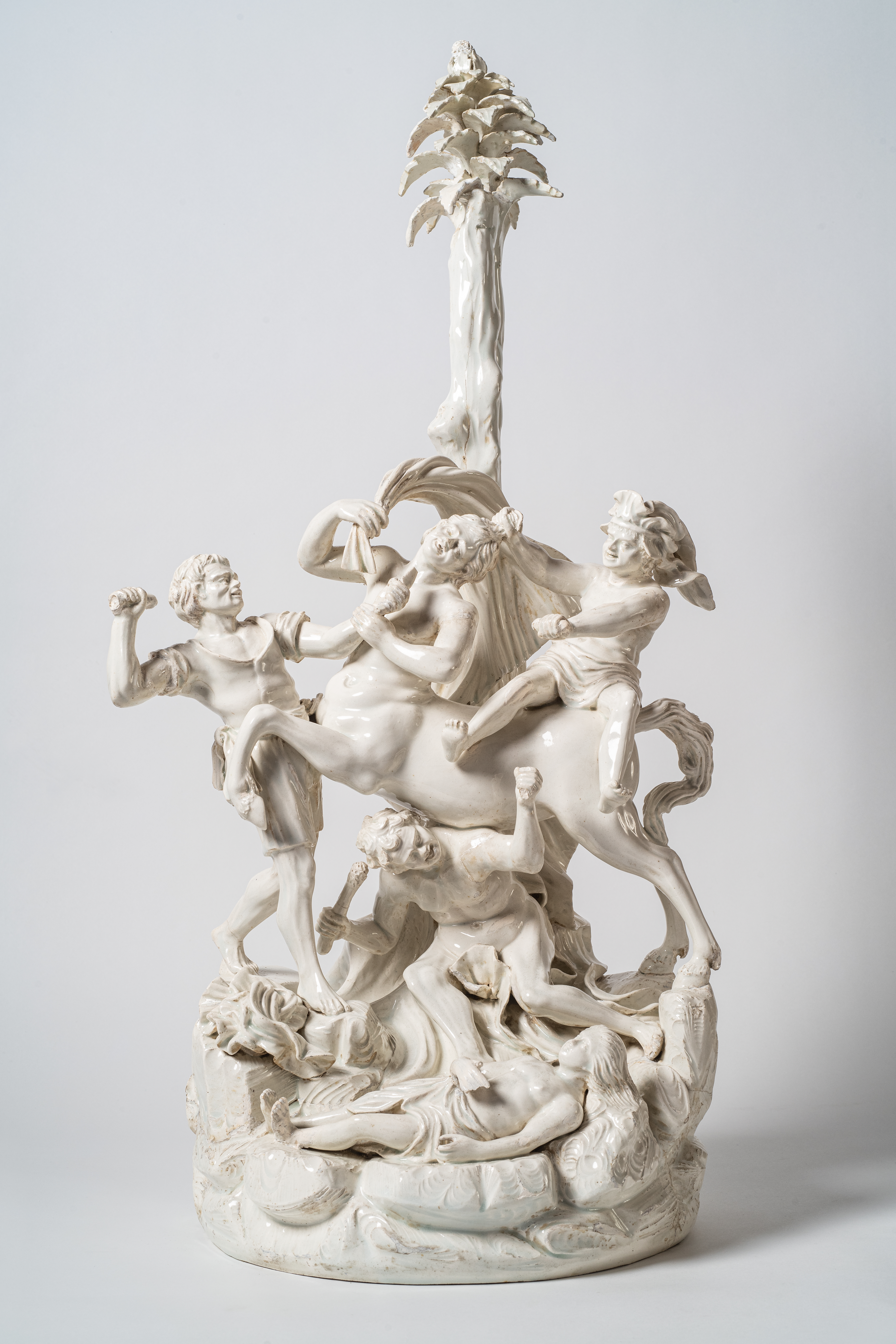
Grupo escultórico atribuído a escola de Capo Di Monte retratando o mito do casamento de Hipodâmia. Casa Museu Eva Klabin

Um dos episódios onde Teseu ajudou Pirítoo foi na Centauromaquia, ou luta contra os centauros. Estes, que eram filhos de Zeus, haviam sido convidados para as bodas de Pirítoo com Hipodâmia (ou Deidamia), mas, tomados pela luxúria e a violência, após terem se embriagado, tentaram raptar e violar a noiva e outras mulheres. Com a ajuda de Teseu, os centauros foram derrotados e expulsos da Tessália, indo se refugiar no Epiro. 
Pouco tempo depois de seu casamento com Pirítoo, Hipodâmia morreu. Inconsolado, Pirítoo prometeu viver em celibato, a não ser que conseguisse como esposa uma filha do próprio Zeus. Fez então um pacto com Teseu, também recentemente viúvo, e planejaram inicialmente raptar Helena de Esparta, ainda uma criança (dez  ou doze anos de idade). Havendo conseguido seu intento, decidiram na sorte que ela caberia a Teseu, que, no entanto, deveria ajudar a buscar outra esposa para o amigo. Como os irmãos de Helena, os gêmeos Castor e Pólux, estavam tentando resgatá-la, Teseu levou-a para a região de Atenas, deixando-a sob os cuidados de sua mãe, Etra.
Neste ponto, há duas versões para a lenda.
Em uma versão, os amigos resolveram descer aos Infernos para raptar Perséfone, filha de Zeus com Deméter. Hades, o senhor dos Infernos, astuciosamente os convidou para sentar e comer, e prendeu-os aos assentos infernais. Mais tarde, quando Héracles foi libertá-los, somente lhe foi permitido levar Teseu. Pirítoo ficou preso no Hades até a eternidade, vigiado por Cérbero. Outra lenda afirma que Pirítoo acabou devorado pelo monstruoso cão de três cabeças.
Em outra versão, de Plutarco, Perséfone era o nome da esposa de Aidoneus, rei dos molossos, no Epiro. Ele capturou Teseu e Pirítoo, e matou Pirítoo com seu cão, chamado Cérbero.